# خالدة معنقة
خالدة مُعَنَّقَة نوع من النباتات المزهرة في فصيلة النجمية، موطنها جنوب إفريقيا، ومتجنس في أجزاء من البرتغال والولايات المتحدة. تعلو نحو 45 سنتيمتر (18 بوصة) عالية وتعرض نحو 150 سنتيمتر (59 بوصة) ، وهو شجيرة زائدة أبيدة بأوراق رمادية خضراء وأزهار بيضاء صغيرة. أوراق الشجر لها رائحة خفيفة من عرق السوس، لكنها لا يرتبط ارتباطًا وثيقًا بنبات عرق السوس الحقيقي.

## الوصف
الأوراق معنقة بيضية الشكل خملية النصل على صفحتيه. أزهاره عذقية التجميع صغيرة القد تبنية اللون. ازهرارها يستمر طول الصيف

## الاستخدامات
يُترجم الاسم الشائع باللغة الأفريقانية إلى «مواد الفراش» ولا يزال يستخدم لتوفير مرتبة ناعمة وعطرية.
زيتها العطري له خصائص مضادة للميكروبات والأكسدة الالتهابات. وهو أحد عقاقير الطب الأفريقي التقليدي في جنوب إفريقية. تُغلى الأوراق والأغصان وتحضر نوعًا من الشاي لتهدئة السعال والحمى. وتوضع الأوراق على الجروح لمنع العدوى، وتستخدم بخورًا في الاحتفالات التقليدية.

## معرِض الصور

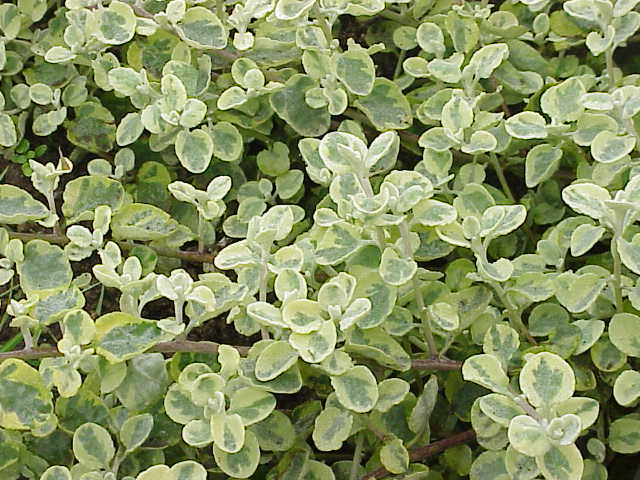
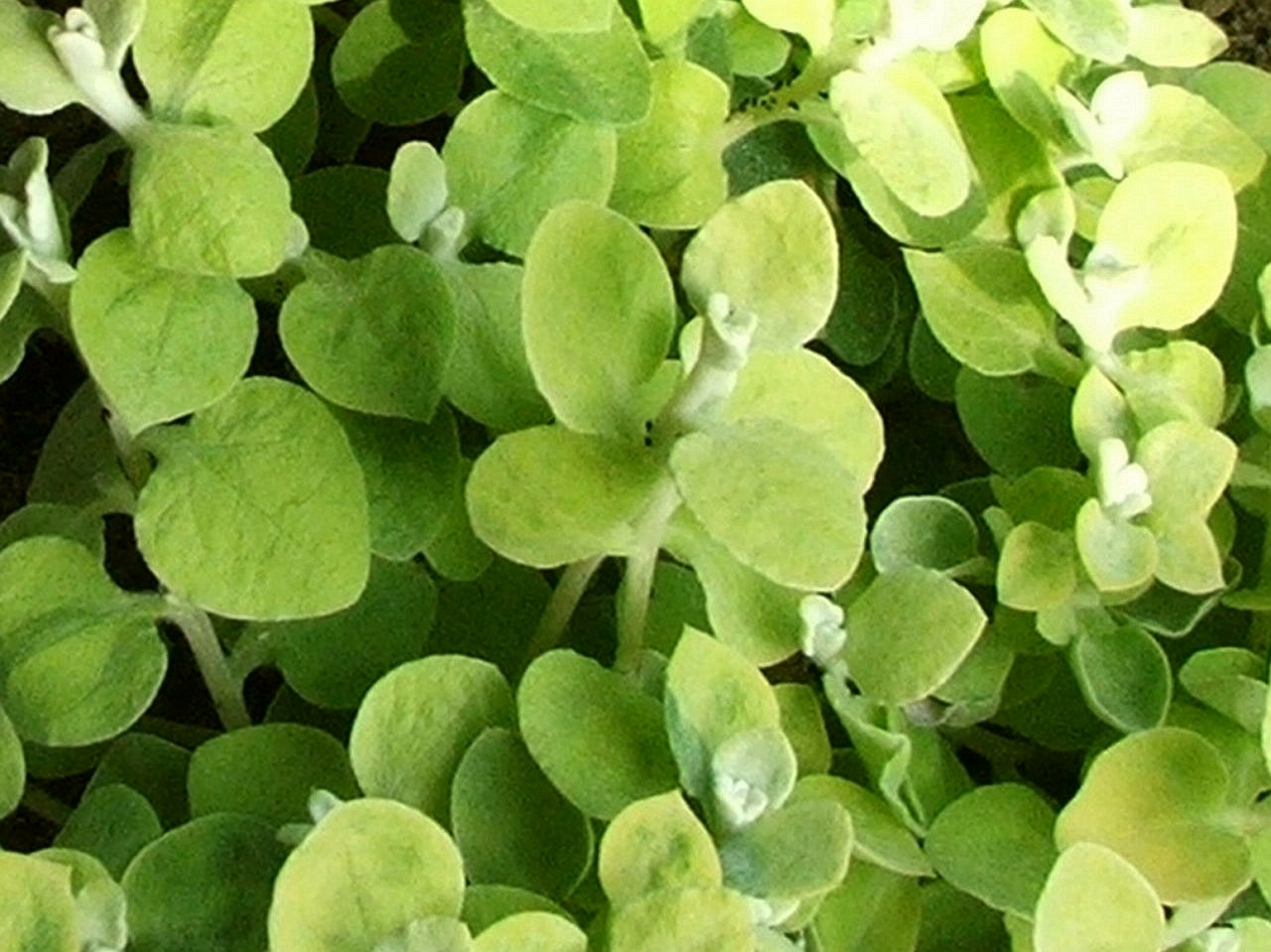
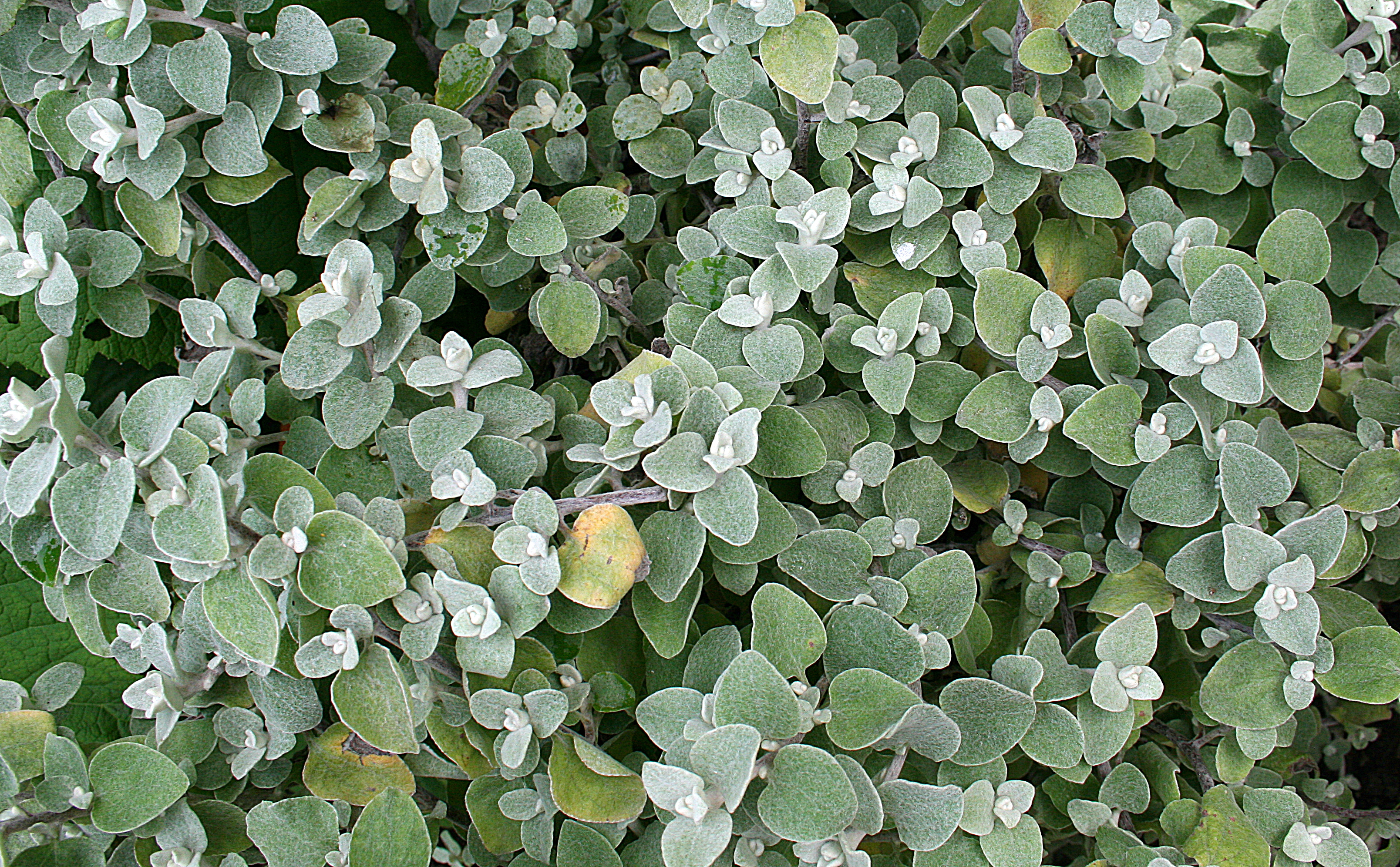